# Plattville (Illinois)
Plattville est un village du comté de Kendall dans l'Illinois, aux États-Unis,. Situé au sud du comté, il est fondé en 1860.

## Démographie
Lors du recensement de 2010, le village comptait une population de 242 habitants. Elle est estimée, en 2016, à 259 habitants.

## Source de la traduction
- (en) Cet article est partiellement ou en totalité issu de l’article de Wikipédia en anglais intitulé « Plattville, Illinois » (voir la liste des auteurs).